# Multioppia canariensis
Multioppia canariensis är en kvalsterart som beskrevs av Pérez-Íñigo och Peña 1996. Multioppia canariensis ingår i släktet Multioppia och familjen Oppiidae. Inga underarter finns listade i Catalogue of Life.